# Самурайський фільм
Самурайський фільм, також тямбара (яп. チャンバラ, ромадзі chanbara — «двобій на мечах») — японські фехтувальні фільми про епоху самураїв, динамічна дія яких зводиться до фінального двобою на мечах. Термін «тямбара» виник як звуконаслідувальний — він імітує брязкання холодної зброї.

## Характеристика
Для жанру притаманні легкість руху та стрімка динаміка. Кульмінацією стрічки є запеклий і темпераментний двобій на мечах. Головним героєм як правило є самурай-відступник — ронін, із загостреним почуттям справедливості, який, стикаючись із насильством і злом, або зустрічаючись зі своїм споконвічним ворогом, вирішує конфлікт за допомогою зброї.
Хоча прототипами були реальні історичні постаті, жанр переважно вибудовується з персонажів фольклору, пізніше обробленого літературою. Одним з найвідоміших творців самурайських стрічок є зокрема Акіра Куросава.